# Novelette (música)
Una novelette es «una pieza corta de música lírica, especialmente para piano».
La palabra fue utilizada por el compositor Robert Schumann como título para algunas piezas para piano, una elección que refleja su formación e interés por la literatura. La música en cuestión (op. 21, y el op. 99 n.º 9) es episódica y no se parece especialmente a una narrativa. El nombre también puede aludir a Clara Novello.
Otros compositores también titularon bajo este nombre algunas de sus obras como por ejemplo Niels Gade, Theodor Kirchner, Stephen Heller y mucho más tarde por Poulenc (Trois novelettes), Lutosławski ("Novelette para la Orquesta"), Chaminade, Cherepnin, Josef Tal y George Gershwin ("Novelette in Fourths").